# Rhynchosia chapelieri
Rhynchosia chapelieri är en ärtväxtart som beskrevs av Baill., p.p.A. Rhynchosia chapelieri ingår i släktet Rhynchosia och familjen ärtväxter. Inga underarter finns listade i Catalogue of Life.